# Klaus Determann
Klaus Determann (* 27. April 1941 in Stolzenau an der Weser) ist ein deutscher Architekt, Maler und Autor.

## Architekt
Nach der Schulausbildung bis zur mittleren Reife in Nienburg machte er zuerst eine Lehre als Maurer. Nach der Ausbildung erwarb er die Hochschulreife und studierte in Nienburg Architektur. Anfangs noch als Angestellter war er ab 1983 als selbstständiger Architekt tätig. Mit seinem hannoverschen Architekturbüro war er in den 1980 und 1990er Jahren erfolgreich bei diversen Bauprojekten im In- und Ausland tätig. Nach 1990 insbesondere mit einem Schwerpunkt in den neuen Bundesländern.
Zu den von ihm betreuten Bauten gehörten unter anderem:
- Landeszentralbanken in Hannover, Nienburg, Northeim, Bautzen
- Europa-Pavillon und Pavillon der Vereinten Nationen für die Expo 2000 in Hannover
- Kassenärztliche Vereinigung Niedersachsen in Hannover
- Umgestaltung des Altarraums der Pfarrkirche St. Mariä Himmelfahrt in Bad Gandersheim. Im Altarraum wurde 2008 ein Bild des Malers Gerd Winner aufgestellt.
- Modernisierung der St. Heinrich Kirche, Hannover-Südstadt
- dvg. Datenverarbeitungsgesellschaft in Hannover, Potsdam und Leipzig
- Umgestaltung des Altarraums der Kirche zu den heiligen Engeln (Kirchrode) (2014)

Neben den kommerziellen Bauten spezialisierte er sich auf kirchliche Bauten, unter anderem diverse Pfarrkirchen im Bistum Hildesheim und auf verschiedene künstlerische Bauten in Hannover wie den Aegidienwald auf dem Aegidientorplatz in Hannover. Nach dem Rückzug aus seinem Büro 2005 entwickelte er als freier Architekt kirchliche Projekte weiter.

## Künstler
Neben der Arbeit als Architekt ist Klaus Determann seit den frühen 1980er Jahren als Maler und Schriftsteller tätig. Er betreibt ein Atelier in Isernhagen bei Hannover und hatte lange Zeit ein Atelier in Palma de Mallorca in der Nähe des Museums Joan Miró. 1982 hatte er hierbei intensiven Kontakt zu Franz Radziwill, der seine ersten Arbeiten erheblich beeinflusste. Besonderen Kontakt hielt er zu den Meisterschülern seines Vorbildes Joseph Beuys im Ruhrgebiet und zu Ben Willikens in Stuttgart, mit dem er zwischen 1986 und 1998 mehrere „Kunst am Bau-Projekte“ realisierte.
Künstlerischer Schwerpunkt sind sakrale Themen und Grundfragen der Naturwissenschaften. Dies führte zur Veröffentlichung von religiös-wissenschaftlichen Fachbüchern wie „Am Anfang knallt das Wort“ und „Der Apfelbaum des Isaac Newton“ jeweils mit dem Versuch, kirchliche Dogmen und wissenschaftliche Erkenntnisse miteinander zu verknüpfen.
Klaus Determann erhielt in diesem Zusammenhang 2006 eine Berufung in die Kommission Liturgie des Bischöflichen Generalvikariats in Hildesheim.

## Ausstellungen (Auswahl)
- 1996: Werkshalle Gieseler in Hannover
- 2005: Hannoverscher Künstlerverein · Einzelausstellung
- 2005: Kunst und Glaube im Forum Bergmannsglück in Gelsenkirchen
- 2007: Ten Years After im Forum Bergmannsglück in Gelsenkirchen
- 2008: surreal Ausstellung im Museum Nienburg

## Projekt Bibel
Zwischen 1994 und 2000 bearbeitete Klaus Determann ein Projekt von insgesamt 99 Bildern zu Bibelthemen. Zu jedem dieser Bilder wurden eigene Gedichte in Zusammenarbeit mit dem Konzertpianisten Jerzy Mallek (Dozent an der Hochschule für Musik und Theater Hannover) vertont. Bilder und Musik fanden Eingang in eine eigene Bibelinterpretation mit dem Titel: „Glaube ist Kunst - Kunst ist Glaube“.